# Enrique Fernández Ruiz
Enrique Fernández Ruiz, (nacido el 15 de marzo de 1967 en Cáceres, Extremadura) es un exjugador de baloncesto español. Durante muchos años fue uno de los jugadores más emblemáticos del ya desaparecido Cáceres C.B.

## Biografía
Enrique Fernández se inició en el baloncesto jugando en el equipo del colegio San Antonio, en su ciudad natal Cáceres. Sus excelentes aptitudes para la práctica del deporte de la canasta hicieron que el Club Baloncesto Maristas Málaga se fijara en él y le ofreciera irse a formarse como jugador a la ciudad andaluza. Tras varios años en la cantera, finalmente debuta en 1986 en las filas del entonces conocido como Maristas de Málaga en la primera división B (que por aquel entonces era la inmediatamente inferior a la división de honor).
Su debut en la ACB se produce en la temporada 1989-90 en las filas del entonces conocido como Club Baloncesto Maristas Málaga, equipo en el que pertenece hasta que en la temporada 1992-93 ficha por el recién ascendido a la liga ACB Cáceres C.B. donde se convierte durante muchos años (hasta la temporada 1998-99) en uno de los jugadores más importantes del equipo extremeño, como lo demuestra el hecho de ser el jugador que más triples anotó en la historia del club (300 de los 611 que convirtió en su carrera y que le dejaron a tan solo 39 triples de superar la marca de 650 que la ACB tiene fijada para considerar histórico a un triplista), el segundo con más minutos jugados (4127, solo superado por José Antonio Paraíso con 7589) y el tercero con más puntos anotados (1404, inmediatamente detrás de Rod Sellers con 1815 y el propio Paraíso con 3343).
En la temporada 1999-00 abandona el club cacereño y ficha por el CB Murcia de la liga LEB, equipo en el que milita por una sola temporada para fichar por el Baloncesto León en la 2000-01 al término de la cual se retiró como jugador de baloncesto profesional.

## Trayectoria profesional
- Maristas Málaga (1986-1988)
- Mayoral Málaga (1988-1991)
- Cáceres C.B. (1992-1999)
- Recreativos Orenes Murcia (1999-2000)
- Baloncesto León (2000-2001)

## Palmarés
- Medalla de Bronce con la selección sub-22 de España en el campeonato del mund de Andorra´89.